# Martha Zein
Martha Zein (Lampertheim (Alemania), 1962) es una narradora, cineasta, escritora, experta en estrategias narrativas y comunicadora alemana, afincada en España. 
Después de muchos años de ejercer como reportera y columnista en diversos medios ("El País", "El Independiente", "El Sol"), Martha Zein pasó a preguntarse qué se oculta detrás de la noticia y se hizo investigadora. Fue miembro fundador del Equipo de Investigación de Antena 3TV, dirigido por Carlos Estévez, donde se especializó en dictaduras militares y golpes de Estado.  
En el año 2000 creó su propia productora audiovisual, Producciones Orgánicas, sello bajo el que dirigió documentales para TVE/Documentos TV y Canal Arte. 
Como escritora  e investigadora ha publicado ensayos relacionados con el mundo islámico, la geopolítica de Oriente Medio, los derechos de las mujeres, el impacto del neoliberalismo en las relaciones sexo-afectivas y la literatura de viajes.

En sus libros desmitifica la situación de las mujeres en el mundo árabo-musulmán, denuncia el auge del fundamentalismo y promueve los valores del ecofeminismo.

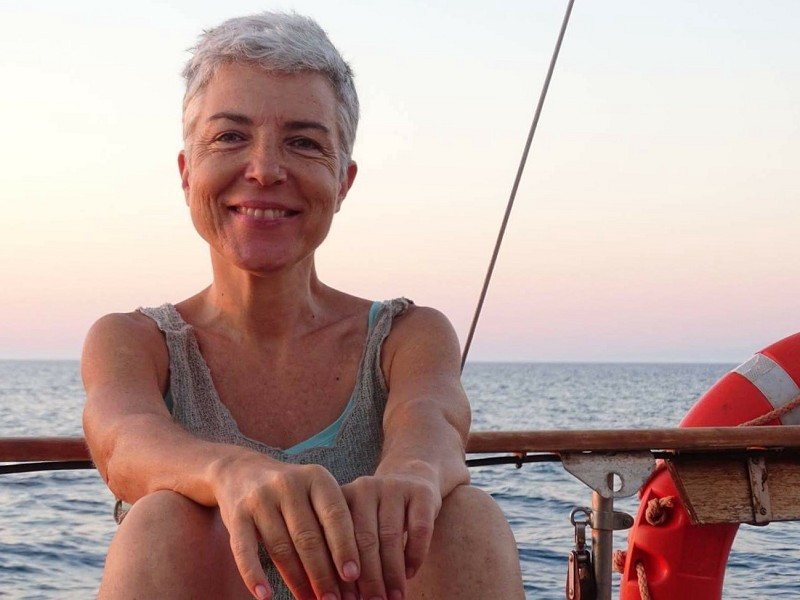
Martha Zein, 2018

## Libros
- Te puedo coautora con Analía Iglesias (Los Libros de la Catarata 2019)
- No es la religión, estúpido coautora con Nazanín Armanian (Ediciones Akal 2017)
- Irán, la revolución constante coautora con Nazanín Armanian (Flor del viento 2012)
- El Islam sin velo coautora con Nazanín Armanian (Ediciones del Bronce, Grupo Planeta 2009)
- Irak, Afganistán e Irán: 40 respuestas al conflicto de Oriente Próximo coautora con Nazanín Armanian (Lengua de trapo, 2007)
- Un español en mi cama coautora con Nazanín Armanian (La Esfera De Los Libros 2005)
- Solo las diosas pasean por el infierno: retrato de la mujer en los países musulmanes coautora con Azade Kayani (Flor del viento 2002)